# Doroga k zvёzdam (film 1957)
Doroga k zvёzdam (Дорога к звёздам) è un film del 1957 diretto da Pavel Vladimirovič Klušancev.